# Esbo svenska församling

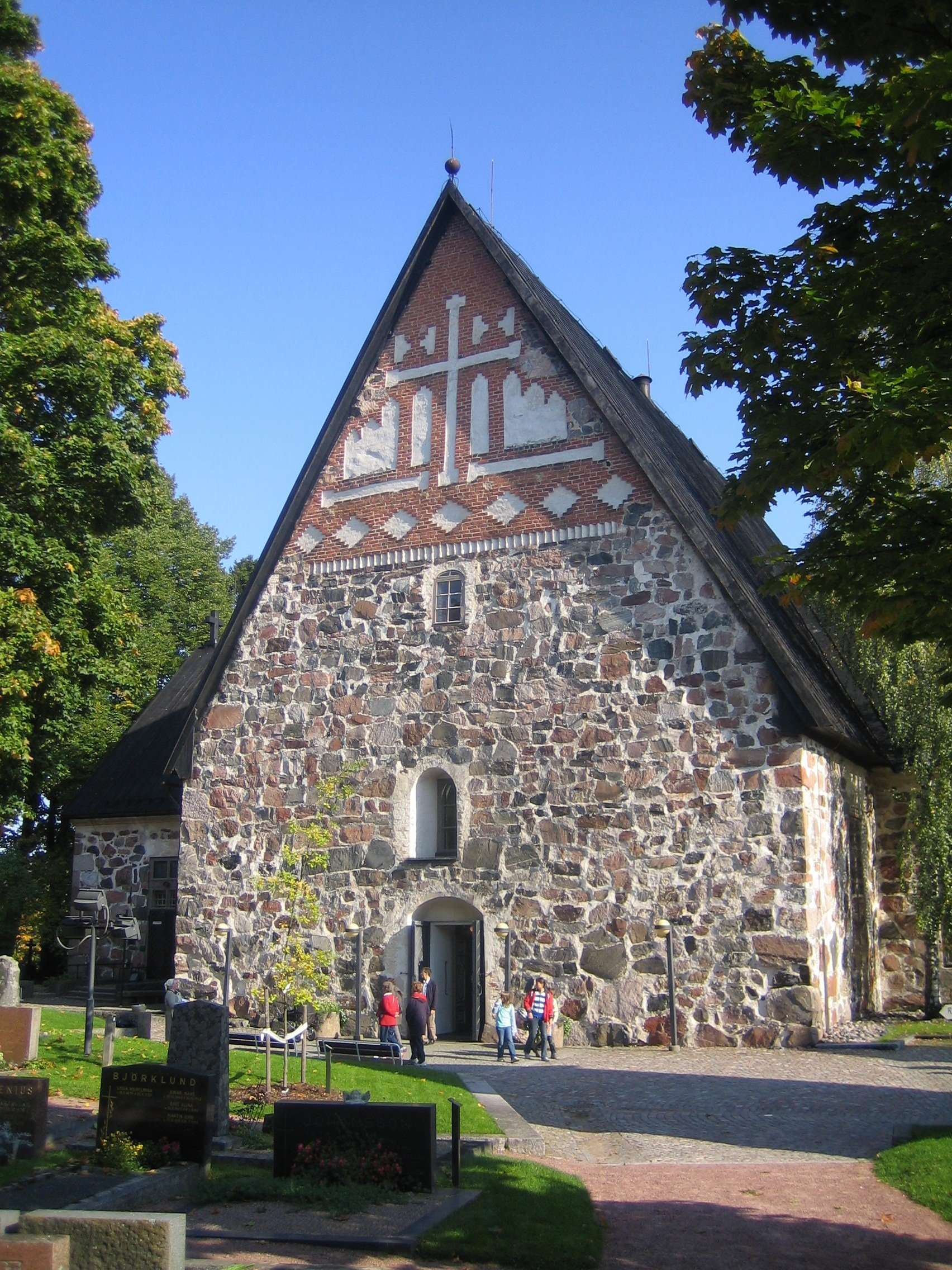
Esbo domkyrka

Esbo svenska församling är en församling i Mellersta Nylands prosteri inom Borgå stift i Evangelisk-lutherska kyrkan i Finland. Församlingen samlar 14 960 svenskspråkiga kyrkomedlemmar (08/2018) i Esbo. Församlingen är den största i stiftet, men den minsta av stadens lutherska församlingar.
Församlingens huvudkyrka är Esbo domkyrka (1480-talet), men gudstjänster och annan verksamhet finns på många platser i staden. Församlingen har ca 30 anställda, bl.a. 6 präster, 4 kantorer och 2 diakoniarbetare.
Kyrkoherde i församlingen är Roger Rönnberg, som går i pension 1.4.2019. Hans efterträdare är församlingens kaplan Kira Ertman.